# Haplophyllum bakhteganicum
Haplophyllum bakhteganicum är en vinruteväxtart som beskrevs av Soltani & Khosravi. Haplophyllum bakhteganicum ingår i släktet Haplophyllum och familjen vinruteväxter. Inga underarter finns listade i Catalogue of Life.